# Исфаханлы, Ибрагим
Ибрагим Исфаханлы (азерб. İbrahim İsfahanlı; настоящее имя — Ибрагим Гусейн оглы Гусейнзаде, 1897, Тифлис — 13 октября 1967, Тбилиси) — азербайджанский советский артист театра и кино. Народный артист Грузинской ССР (1932).

## Биография
Рано потеряв отца, пошёл учиться сапожному мастерству. Грамоте обучился у своей матери — Моллы Масмы, уроженки села Лок-Джандар (ныне — Дманисского района).
Ещё ребёнком, посещая в Народном доме Зубалова спектакли самодеятельных актёров-азербайджанцев, влюбился в театр. В 1909 году Ибрагим сыграл свою первую роль в театре — офицерскую жену. Играл в передвижных азербайджанских труппах. Выезжал на гастроли в Персию (1916), Турцию (1918—1919, 1922).

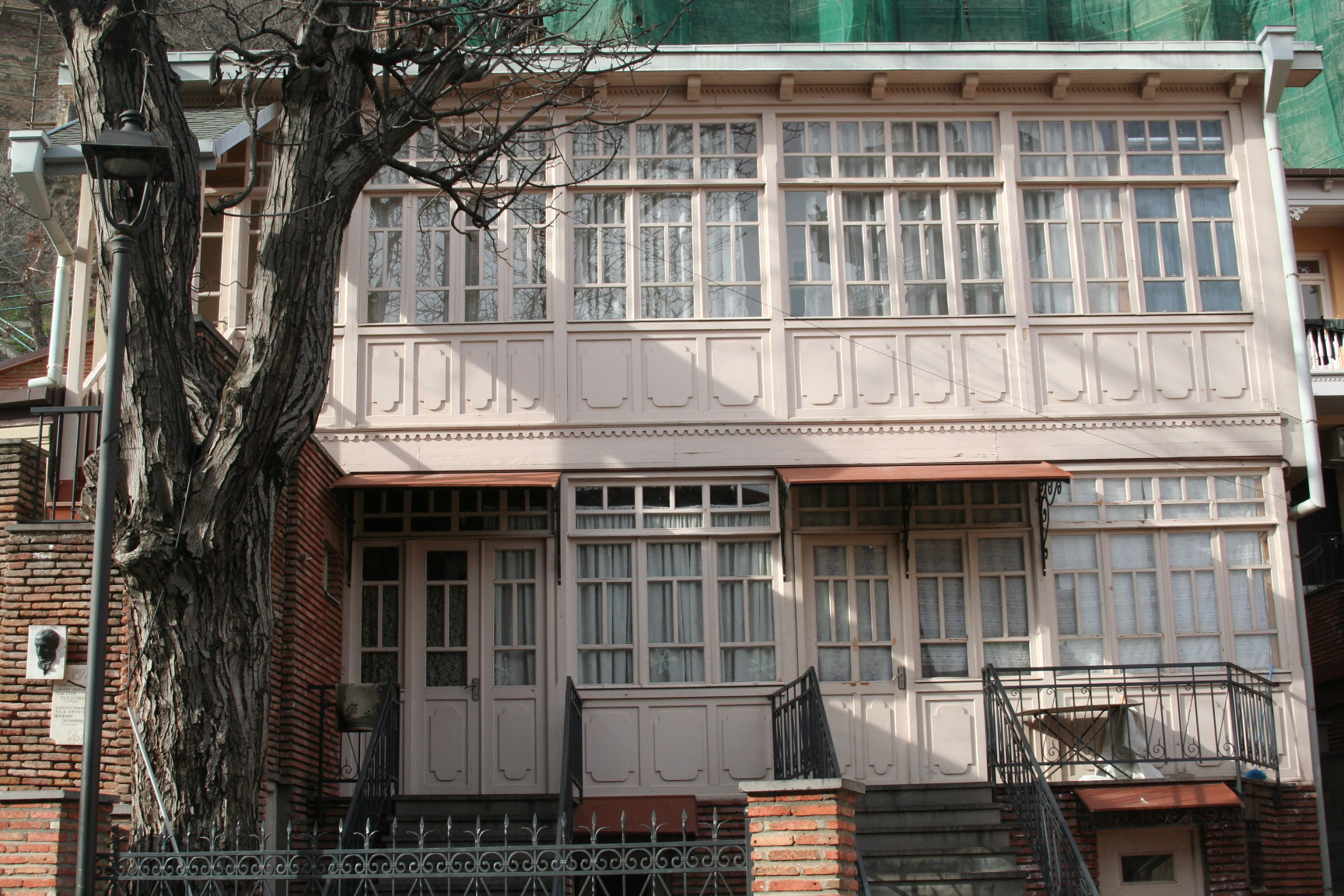
Дом в Тбилиси, в котором жил Исфаханлы

Под воздействием драматургов Н. Нариманова, А. Ахвердова и крупнейших актёров Г. Араблинского, Сидги Рухулла стал одним из крупных деятелей азербайджанского национального театра.
С 1921 года ставил спектакли как режиссёр, руководил азербайджанским театром в Тифлисе (1926—1928 — главный режиссёр). В октябре 1928-го перешёл в Азербайджанский государственный драматический театр в Баку, в январе 1930 года, уступив просьбам прежних коллег, вернулся обратно в Тифлис.
В 1934 году на государственном уровне в СССР получили поддержку Колхозно-совхозные театры и Исфаханли возглавил Адыгюнский колхозно-совхозный театр (колхоза «Адыгюн» Саатлинского района Азербайджанской ССР), где проработал с 1934 по 1936 год. С 1936 года снова жил и работал в Тбилиси.
В 1943 году вступил в ВКП (б).
На два года (1947—1949) уезжал в Азербайджан, главный режиссёр в государственных театрах Загатал (с июля 1947 года) и Газаха (с мая 1948 года), после их закрытия в 1949 году, вернулся в Тбилиси, руководил драмкружками там и в Дманиси, работал в азербайджанском эстрадном ансамбле Грузинской государственной филармонии.
Похоронен в Тбилиси на старом мусульманском кладбище (ныне — территория Ботанического сада).

## Фильмография

Мемориальная доска на стене дома в Тбилиси, в котором жил Ибрагим Исфаханлы

1962 — «Великая опора» — Ярмамед

## Творчество
На театральной сцене создал яркие образы, среди них — Хлестаков («Ревизор» Н. В. Гоголя), Климантура («Жорж Данден» Ж-Б.Мольера), Демиргай, Шейх Санан, Дьявол, Кейкявус («Хромой Тимур», «Шейх Санан», «Дьявол», «Сиявуш» Г.Джавида), Яго, Гамлет («Отелло», «Гамлет» У. Шекспира), Эльхан, Ибада, Октай, Балаш («Огненная невеста», «Алмаз», «Октай Элоглу», «Севиль» Дж. Джаббарлы), Вурм, гофмаршал («Коварство и любовь» Ф. Шиллера), Сулейман («Жизнь» М. Ибрагимова), Кероглу («Кероглу» Г. Исмайлова), Гаве («Кузнец Гаве» Ш. Сами), Надир шах («Надир шах» Н. Нариманова), Шахмар бек, Дьявол, Наджаф бек («Колдовская фея», «Разрушенная жизнь» А. Ахвердиева), генерал Томсон («Индианка» А. Гамида), Ягор («Честь Родины» Г. Мдивани), Наби («Гачаг Наби» С. Рустама), Шапур, Вагиф, Гаджар («Фархад и Ширин», «Вагиф» С. Вургуна), Низами («Низами» М. Гусейна), Эйбат («Похитители сердец» М. С. Ордубади и композитора Ф. Амирова).
Как режиссёр поставил более 40 спектаклей.

## Награды и премии
- Народный артист Грузинской ССР (1932).

## Память
Мемориальная доска на д. 21 на Ботанической улице в Тбилиси.
В 1997 году по решению Министерства культуры Грузии четвертый переулок улицы Вахтанга Горгосали в Тбилиси переименован в улицу Ибрагима Исфаханлы.